# Eliza Teixeira de Andrade

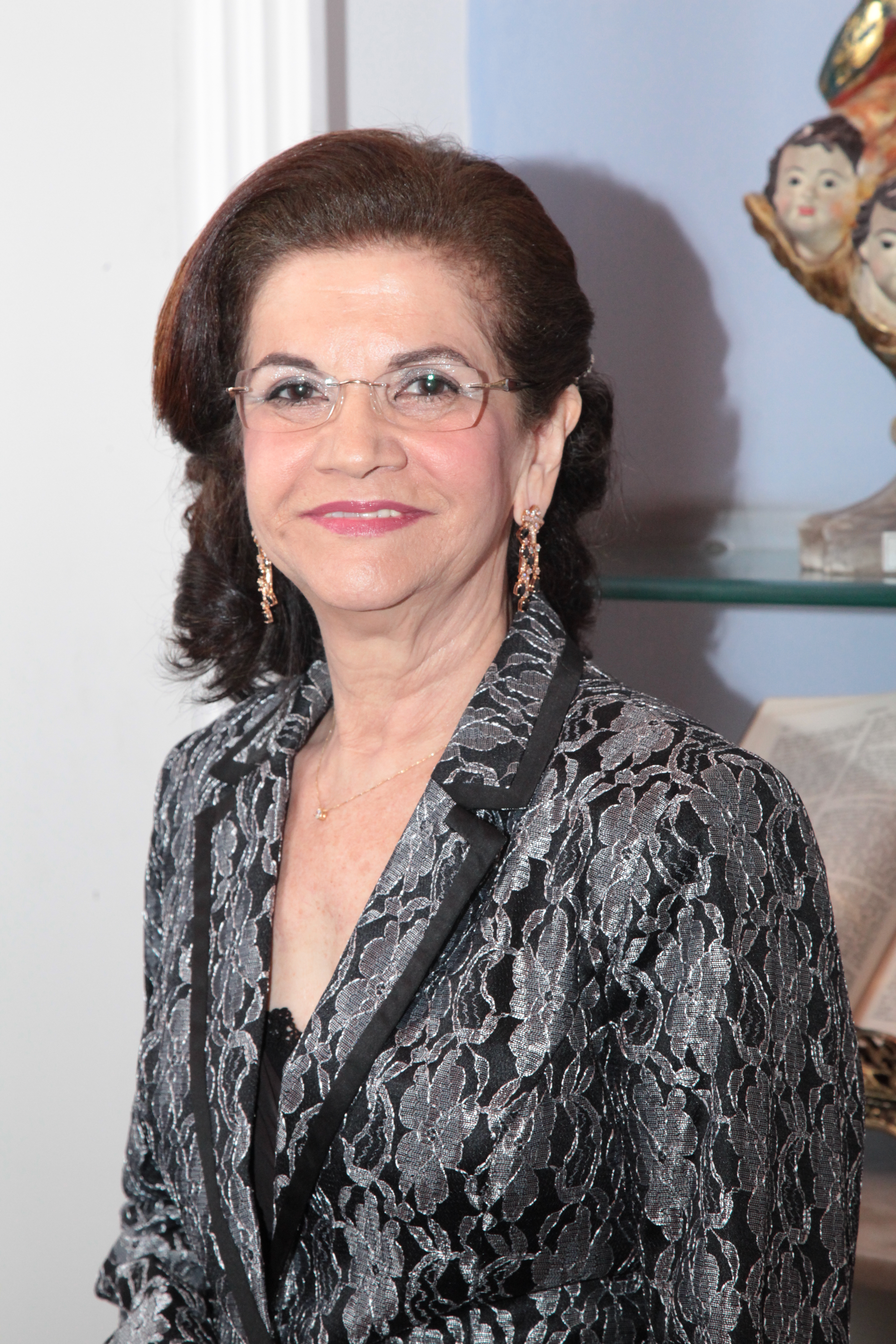
A escritora Eliza Teixeira de Andrade, em 2013.

Eliza Teixeira de Andrade (Ipiaú, 19 de dezembro de 1944), é uma advogada e escritora brasileira.

## Biografia
Nascida em Ipiaú, filha de Pedro Pereira Teixeira e de Zenaide Barreto Teixeira, mais tarde viveu em várias cidades do Nordeste, como João Pessoa e Crato.
Morando em Recife, forma-se em Direito pela faculdade de Olinda, em 1982; no ano seguinte muda-se de forma definitiva para Salvador.
Participando de antologias poéticas, tem vários livros publicados e inéditos.

## Obras
Dentre as obras da autora, destacam-se:
- Estação do Amor, Salvador, 2000.
- Tertúlia na Primavera (antologia), 2004 ISBN 8587040278
- UniVERSOS (antologia), 2005, ISBN 8599328018
- Sinfonia da Vida, Salvador, 2002, ISBN 8575050532
- Trilhas do Coração (romance), 2011, ISBN 9788591180509
- Janelas da Alma, Salvador, 2013, ISBN 9788591180516